# 国際天文学オリンピック
国際天文学オリンピック（こくさいてんもんがくオリンピック、英: International Astronomy Olympiad）は、国際科学オリンピックのひとつであり、中学生・高校生向けの天文学に関する世界大会である。Eurasian Astronomical Society が開設し、1996年から開催されている大会である。

## 概要
試験は、観測・理論・実技からなる。観測問題は、星や星座の識別、星の大きさや角距離の推測からなる。理論問題は、仮想的な事象に対する質問からなる。実技問題は、観測結果に対する質問からなる。
参加国は、東ヨーロッパ・アジアが多く、先進国の参加が少ない。日本は2022年の第26回大会から参加している。アジア太平洋大会も開催されているが、今のところ日本からは参加していない。

## 参照
1. ↑  2022年度開催記録 | 日本天文学オリンピック委員会